# Триселенид динептуния
Триселенид динептуния — бинарное неорганическое соединение,
соль нептуния и селеноводородной кислоты
с формулой Np2Se3,
чёрные кристаллы.

## Получение
- Разложение пентаселенид тринептуния при нагревании в вакууме:

{\displaystyle {\mathsf {2Np_{3}Se_{5}\ {\xrightarrow {850^{o}C}}\ 3Np_{2}Se_{3}+Se\uparrow }}}

## Физические свойства
Триселенид динептуния образует чёрные кристаллы
кубической сингонии,
пространственная группа I 43d,
параметры ячейки a = 0,882 нм.